# Ulfen
Ulfen ist ein Stadtteil von Sontra im nordhessischen Werra-Meißner-Kreis.

## Geographische Lage

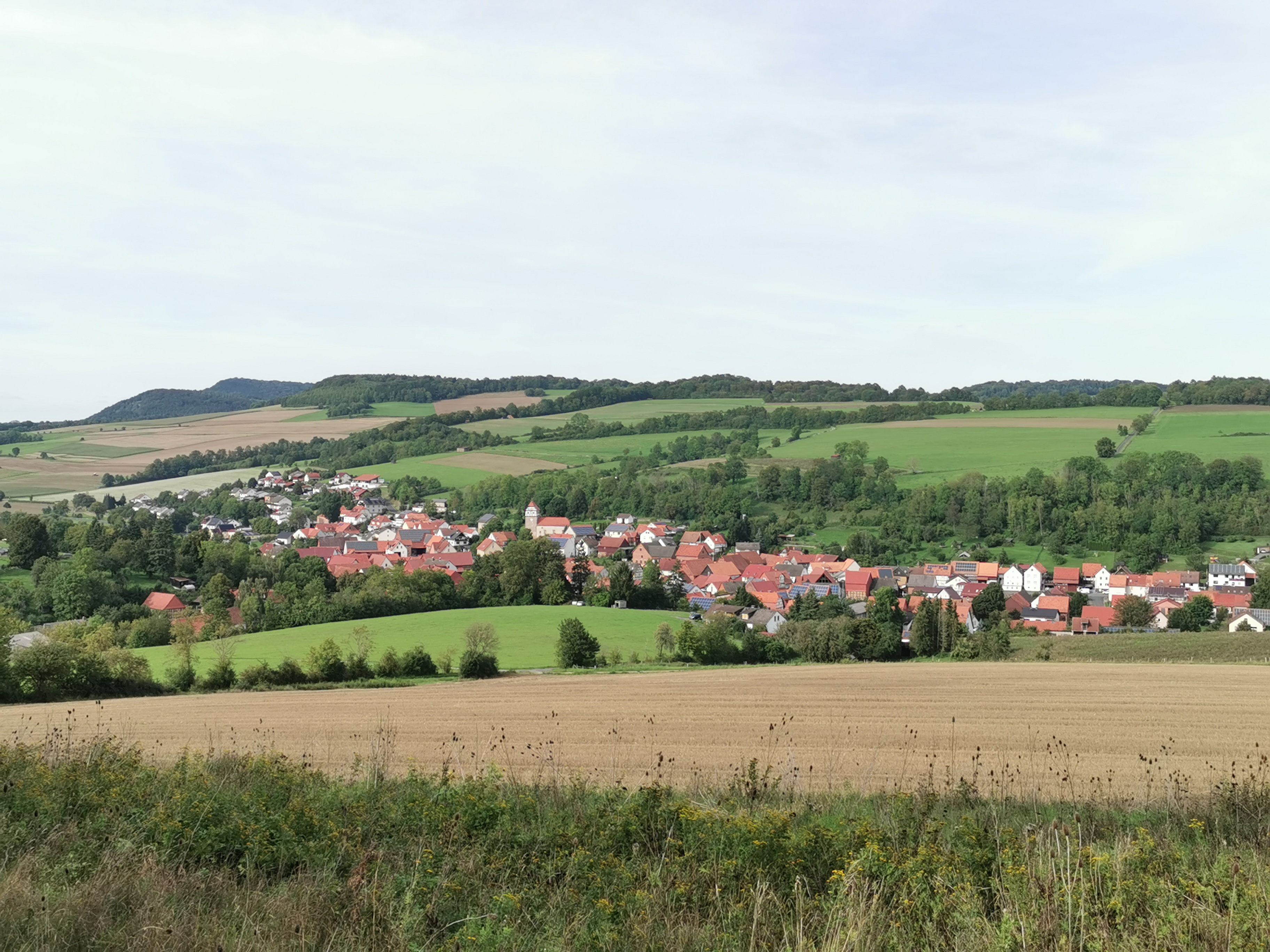
Gesamtansicht von Ulfen, vom Hang des Ottilienberges gesehen

Ulfen liegt zwischen dem Ringgau im Nordosten und dem Richelsdorfer Gebirge im Südwesten rund 6,5 km (Luftlinie) südöstlich von Sontra. Durchflossen wird es von der Ulfe, einem südsüdöstlichen Zufluss der Sontra, sowie einem Wildbach aus dem Ringgau, der im Volksmund Alte Weißt genannt wird. Der Ort liegt im Geo-Naturpark Frau-Holle-Land.

## Geschichte

### Ortsgeschichte
Am 5. Januar 775 wird Ulfen, in einem Verzeichnis der von Erzbischof Lullus († 786) von Mainz für das Kloster Hersfeld verliehenen Güter, soweit bekannt erstmals urkundlich als Olfenahoe erwähnt. Der Ort ist somit etwas älter als Sontra. Die Äbte von Hersfeld setzten als Schutzvögte über das Gebiet die Herren von Frankenstein ein. Ihre Stammburgen befanden sich bei Salzungen an der Werra. 1330 verkauften diese den Großteil ihres Besitzes, darunter auch ihr "judicium in Olfna" (Ulfen), an die mit ihnen verwandten Grafen von Henneberg.
Zwischen 1330 und 1335 bekamen die Grafen von Ziegenhain das „Gericht Ulfen“ als Lehen. In diesem besaßen auch die hessischen Landgrafen ausgedehnten Streubesitz, den sie selbst an den umgebenden Adel übertrugen, wie die Herren von Baumbach, von Eschwege und von Boyneburg. Hermann Kratz verkaufte 1336 das Gericht Ulfen, das schon seine Voreltern besessen hatten, an die Landgrafschaft Hessen. 1370 und 1377 traten auch die von Buttlar ihre Rechte ab. Seit Anfang des 15. Jahrhunderts gehörte das Gericht mit den Orten Ulfen, Breitau, Krauthausen, Weißenborn, Lindenau, Wölfterode, Erdmannshain, und Teilen von Holzhausen zum Amt Sontra. Um 1538 gehören nur noch Ulfen, Breitau, Wölfterode und die Wüstungen Erdmannshain und Weidenthal zum Gericht. Ulfen gehörte als Teil des Amts Sontra von 1627 bis 1834 der Rotenburger Quart an.
Hessische Gebietsreform (1970–1977)
Zum 1. Februar 1971 wurde die bis dahin selbständige Gemeinde Ulfen im Zuge der Gebietsreform in Hessen auf freiwilliger Basis in die Stadt Sontra eingegliedert. Für Ulfen, wie für alle bei der Gebietsreform eingegliederten Gemeinden, wurde ein Ortsbezirk mit Ortsbeirat und Ortsvorsteher nach der Hessischen Gemeindeordnung gebildet.

### Verwaltungsgeschichte im Überblick
Die folgende Liste zeigt die Staaten und Verwaltungseinheiten, denen Ulfen angehört(e):
- vor 1567: Heiliges Römisches Reich, Landgrafschaft Hessen, Amt Sontra
- ab 1567: Heiliges Römisches Reich, Landgrafschaft Hessen-Kassel, Amt Sontra
  - 1627–1834: Landgrafschaft Hessen-Rotenburg (sogenannte Rotenburger Quart), teilsouveränes Fürstentum unter reichsrechtlicher Oberhoheit der Landgrafschaft Hessen-Kassel bzw. des Kurfürstentums Hessen
- ab 1806: Landgrafschaft Hessen-Kassel, Rotenburger Quart, Amt Sontra
- 1807–1813: Königreich Westphalen, Departement der Werra, Distrikt Eschwege, Kanton Sontra
- ab 1815: Kurfürstentum Hessen, Rotenburger Quart, Amt Sontra[7]
- ab 1821/22: Kurfürstentum Hessen, Provinz Niederhessen, Kreis Rotenburg[8][Anm. 2]
- ab 1848: Kurfürstentum Hessen, Bezirk Hersfeld
- ab 1851: Kurfürstentum Hessen, Provinz Niederhessen, Kreis Rotenburg
- ab 1867: Königreich Preußen, Provinz Hessen-Nassau, Regierungsbezirk Kassel, Kreis Rotenburg
- ab 1871: Deutsches Reich,  Königreich Preußen, Provinz Hessen-Nassau, Regierungsbezirk Kassel, Kreis Rotenburg
- ab 1918: Deutsches Reich, Freistaat Preußen, Provinz Hessen-Nassau, Regierungsbezirk Kassel, Kreis Rotenburg
- ab 1944: Deutsches Reich, Freistaat Preußen, Provinz Kurhessen, Landkreis Rotenburg
- ab 1945: Amerikanische Besatzungszone, Groß-Hessen, Regierungsbezirk Kassel, Landkreis Rotenburg
- ab 1946: Amerikanische Besatzungszone, Hessen, Regierungsbezirk Kassel, Landkreis Rotenburg
- ab 1949: Bundesrepublik Deutschland, Hessen, Regierungsbezirk Kassel, Landkreis Rotenburg
- ab 1971: Bundesrepublik Deutschland, Hessen, Regierungsbezirk Kassel, Landkreis Rotenburg, Stadt Sontra[Anm. 3]
- ab 1972: Bundesrepublik Deutschland, Hessen, Regierungsbezirk Kassel, Landkreis Eschwege, Stadt Sontra
- ab 1974: Bundesrepublik Deutschland, Hessen, Regierungsbezirk Kassel, Werra-Meißner-Kreis, Stadt Sontra

## Bevölkerung

### Einwohnerstruktur 2011
Nach den Erhebungen des Zensus 2011 lebten am Stichtag dem 9. Mai 2011 in Ulfen 579 Einwohner. Darunter waren keine Ausländer.
Nach dem Lebensalter waren 87 Einwohner unter 18 Jahren, 213 zwischen 18 und 49, 135 zwischen 50 und 64 und 141 Einwohner waren älter. Die Einwohner lebten in 228 Haushalten. Davon waren 51 Singlehaushalte, 63 Paare ohne Kinder und 96 Paare mit Kindern, sowie 18 Alleinerziehende und 3 Wohngemeinschaften. In 42 Haushalten lebten ausschließlich Senioren und in 129 Haushaltungen lebten keine Senioren.

### Einwohnerentwicklung
| Quelle: Historisches Ortslexikon | |
| • 1460:                          | 40 zinspflichtige Häuser                                                                                                 |
| • 1538:                          | 72 Häuser |
| • 1577:                          | 113 Hausgesesse |
| • 1585:                          | 114 Haushaltungen |
| • 1657:                          | Nach Kroatenzerstörung 1634, nur 16 Häuser unversehrt geblieben                                                          |
| • 1747:                          | 116 Haushaltungen |
| • 1765:                          | 129 Wohnhäuser, 25 Baustellen sowie Pfarr-, Schul- und Brauhaus mit insg. 549 Einwohnern (Im Ort 27 Brunnen erschlossen) |

| Ulfen: Einwohnerzahlen von 1765 bis 2020 | Ulfen: Einwohnerzahlen von 1765 bis 2020 | Ulfen: Einwohnerzahlen von 1765 bis 2020 | Ulfen: Einwohnerzahlen von 1765 bis 2020 | Ulfen: Einwohnerzahlen von 1765 bis 2020 |
| --- | ---------------------------------------- | ---------------------------------------- | ---------------------------------------- | ---------------------------------------- |
| Jahr |                                          |                                          |                                          | Einwohner                                |
| 1765 | 1765                                     |                                          | 549                                      | 549                                      |
| 1800 | 1800                                     |                                          | ?                                        | ?                                        |
| 1834 | 1834                                     |                                          | 683                                      | 683                                      |
| 1840 | 1840                                     |                                          | 805                                      | 805                                      |
| 1846 | 1846                                     |                                          | 806                                      | 806                                      |
| 1852 | 1852                                     |                                          | 845                                      | 845                                      |
| 1858 | 1858                                     |                                          | 783                                      | 783                                      |
| 1864 | 1864                                     |                                          | 778                                      | 778                                      |
| 1871 | 1871                                     |                                          | 708                                      | 708                                      |
| 1875 | 1875                                     |                                          | 675                                      | 675                                      |
| 1885 | 1885                                     |                                          | 674                                      | 674                                      |
| 1895 | 1895                                     |                                          | 681                                      | 681                                      |
| 1905 | 1905                                     |                                          | 655                                      | 655                                      |
| 1910 | 1910                                     |                                          | 652                                      | 652                                      |
| 1925 | 1925                                     |                                          | 707                                      | 707                                      |
| 1939 | 1939                                     |                                          | 688                                      | 688                                      |
| 1946 | 1946                                     |                                          | 824                                      | 824                                      |
| 1950 | 1950                                     |                                          | 914                                      | 914                                      |
| 1956 | 1956                                     |                                          | 730                                      | 730                                      |
| 1961 | 1961                                     |                                          | 705                                      | 705                                      |
| 1967 | 1967                                     |                                          | 707                                      | 707                                      |
| 1970 | 1970                                     |                                          | 719                                      | 719                                      |
| 1980 | 1980                                     |                                          | ?                                        | ?                                        |
| 1987 | 1987                                     |                                          | 701                                      | 701                                      |
| 2000 | 2000                                     |                                          | ?                                        | ?                                        |
| 2011 | 2011                                     |                                          | 579                                      | 579                                      |
| 2015 | 2015                                     |                                          | 610                                      | 610                                      |
| 2020 | 2020                                     |                                          | 538                                      | 538                                      |
| Datenquelle: Historisches Gemeindeverzeichnis für Hessen: Die Bevölkerung der Gemeinden 1834 bis 1967. Wiesbaden: Hessisches Statistisches Landesamt, 1968. Weitere Quellen: ; Stadt Sontra:; Zensus 2011 |                                          |                                          |                                          |                                          |

### Historische Religionszugehörigkeit
| • 1885: | 674 evangelische (= 100 %) Einwohner                              |
| • 1961: | 688 evangelische (= 97,59 %), 17 katholische (= 2,41 %) Einwohner |

## Sehenswürdigkeiten und Kultur

### Kirche

Die Südseite der Evangelischen St.-Johanneskirche.

Die das Ortsbild Ulfens prägende St.-Johanneskirche ist die Pfarrkirche der evangelischen Gemeinde zu Ulfen. Dem im Jahr 1363 errichteten Turm wurde 1705 die markante Fachwerkkonstruktion des Glockengeschosses aufgesetzt. Etwa zeitgleich mit dem Turm war auch das Kirchenschiff erbaut worden. Es wurde im Jahr 1790 in seiner Länge verdoppelt und soweit erhöht, dass der First des Daches dicht unter dem Glockengeschoss endete. Der Gottesdienstraum wird von einer bemalten Bretterdecke geschlossen. Auch die Brüstungsfelder der umlaufenden Empore, die an der Nordwand in zwei Etagen gestaffelt bis knapp unter die Decke reicht, schmücken farbige Malereien. Als beachtenswert gelten die ländlichen Grabdenkmale des 18. und 19. Jahrhunderts im Turmuntergeschoss und auf dem Kirchhof. Die einst Johannes dem Täufer geweihte Kirche ist wegen ihrer künstlerischen, geschichtlichen und baulichen Bedeutung ein geschütztes Kulturdenkmal.

### Kultur
- Das Jugendzentrum Ulfen hat durch verschiedene Veranstaltungen (u. a. das Osterfeuer) Ansehen im Dorf errungen. Mittlerweile hat sich der dortige Verein aufgelöst und die ehemalige Dreschscheune, die zum Jugendzentrum umgebaut wurde, wird von der Dorfgemeinschaft und dem Heimatverein als Veranstaltungsort genutzt.
- Die Wildecker Herzbuben nahmen 1991 das Musikvideo zu Herzilein in Ulfen auf.

## Persönlichkeiten
Berühmtester Sohn des Stadtteils ist der Maler Johann Georg Pforr (1745–1798).